# Lykurgos (Thrakien)
Lykurgos var i grekisk mytologi en kung över edonerna i Thrakien, som sedan han förgripit sig på guden Dionysos och hans följe slogs med blindhet av Zeus och kort därefter dödades. Enligt en annan saga hemsöktes hans land av missväxt, och Lykurgos själv förföll i vansinne. Detta drev honom att döda sin egen son, då han trodde sig hugga av en vinranka. Då missväxten fortfor förde edonerna honom till berget Pangaion, där han sönderslets av vilda hästar eller av pantrar.